# ジェームズ・ハワード (第3代サフォーク伯爵)
第3代サフォーク伯爵ジェームズ・ハワード（英語: James Howard, 3rd Earl of Suffolk KB、1619年12月23日 – 1689年1月7日）は、イングランド王国の貴族。イングランド王チャールズ2世の戴冠式で軍務伯を務めた。

## 生涯
第2代サフォーク伯爵セオフィラス・ハワードとエリザベス・ヒュームの長男として生まれた。代父母はジェームズ1世と初代バッキンガム公爵ジョージ・ヴィリアーズだった。1626年2月2日のチャールズ1世戴冠式でバス勲章を授与された。
1640年6月3日、父の死に伴いサフォーク伯爵などの爵位を継承、16日にはサフォーク統監に任命された。イングランド内戦中の1647年9月に議会から大逆罪で弾劾されたがそれ以上の追訴はなく、王政復古の後はサフォーク知事に復帰、1660年7月25日にケンブリッジシャー統監に任命され、1661年4月18日から24日のチャールズ2世の戴冠式で軍務伯を務めた。1663年にオックスフォード大学のM.A.学位を得た。1665年にチャールズ2世の寝室侍従に任命された。以降も様々な閑職に任命されたが、1681年3月にサフォーク統監、ケンブリッジシャー統監、寝室侍従を罷免された。
1689年1月7日に死去、弟ジョージがサフォーク伯爵の爵位を継承、一方でハワード・ド・ウォルデン男爵の爵位は2人の娘およびその継承者の間で保持者不在となった。1689年1月16日、ウォールデンで埋葬された。

## 家族
1640年12月1日、スーザン・リッチ（Susan Rich、1649年没、初代ホランド伯爵ヘンリー・リッチの三女）と結婚、1女をもうけた。
- エセックス（Essex） - 初代ブレイブルックのグリフィン男爵エドワード・グリフィン（Edward Griffin, 1st Baron Griffin of Braybrooke）と結婚

1650年2月13日、バーバラ・ヴィリアーズ（1681年12月13日没、第2代グランディソン子爵ウィリアム・ヴィリアーズの娘）と再婚、1女をもうけた。
- エリザベス - 第4代準男爵サー・トマス・フェルトン（英語版）と結婚

1682年5月8日までに第3代マンチェスター伯爵ロバート・モンタギューの娘アンと三度目の結婚をしたが、2人の間に子供はいなかった。アンは1720年10月27日にウォールデンで埋葬された。